# Ratpenat frugívor de paladar curt
El ratpenat frugívor de paladar curt (Casinycteris argynnis) és una espècie de ratpenat que es troba al Camerun, República Centreafricana i la República Democràtica del Congo.